# Ханс Мок

Јохан „ Ханс “ Мок (9 децембар 1906. – 22 мај 1982) био је аустријски фудбалски везни играч.
За фудбалску репрезентацију Аустрије одиграо је 12 наступа. Након анексије Аустрије од стране Немачке, одиграо је 5 наступа за немачку фудбалску репрезентацију и учествовао је на Светском првенству у фудбалу 1938. године.

## Каријера
- ФК Николсон (1924–1927)
- ФК Аустрија Беч (1927–1942) [1]